# リック・ハインリクス
リック・ハインリクス（Richard Heinrichs）は、アメリカ合衆国のプロダクションデザイナー、エフェクトアーティスト、アートディレクター、映画プロデューサーである。ティム・バートンの作品への参加で知られる。
カリフォルニア芸術大学卒業。

## フィルモグラフィ
- 呪われた森 The Watcher in the Woods (1980) エイリアンデザイナー
- ヴィンセント Vincent (1982) 製作・追加デザイナー・スクリプター
- ヘンゼルとグレーテル Hansel and Gretel (1982) 製作・ストップモーションアニメーター
- フランケンウィニー Frankenweenie (1984) アソシエイトプロデューサー
- バカルー・バンザイの8次元ギャラクシー The Adventures of Buckaroo Banzai Across the 8th Dimension (1984) ストップモーションアニメーター
- ピーウィーの大冒険 Pee-wee's Big Adventure (1985) アニメ効果監修
- ヒッチコック劇場 Alfred Hitchcock Presents: "The Jar" (1986) 特殊効果
- フェアリー・テール・シアター/アラジンと魔法のランプ Faerie Tale Theatre: "Aladdin and His Wonderful Lamp" (1986) モデル・効果
- Nutcracker: The Motion Picture (1986) モデル&ミニチュア監修
- ビートルジュース Beetlejuice (1988) 視覚効果コンサルタント
- ゴーストバスターズ2 Ghostbusters II (1989) セットデザイナー
- ジョー、満月の島へ行く Joe Versus the Volcano (1990) セットデザイナー
- シザーハンズ Edward Scissorhands (1990) セットデザイナー
- To the Moon, Alice (1991) アートディレクター
- ソープディッシュ Soapdish (1991) アソシエイトアートディレクター
- フィッシャー・キング The Fisher King (1991) セットデザイナー
- バットマン リターンズ Batman Returns (1992) アートディレクター
- ラスト・アクション・ヒーロー Last Action Hero (1993) アートディレクター
- ナイトメアー・ビフォア・クリスマス The Nightmare Before Christmas (1993) 視覚コンサルタント
- トール・テイル/パラダイス・ヴァレーの奇跡 Tall Tale (1995) アートディレクター
- ファーゴ Fargo (1996) プロダクションデザイナー
- ビッグ・リボウスキ The Big Lebowski (1998) プロダクションデザイナー
- スリーピー・ホロウ Sleepy Hollow (1999) プロダクションデザイナー
- 悪いことしましョ! Bedazzled (2000) プロダクションデザイナー
- PLANET OF THE APES/猿の惑星 Planet of the Apes (2001) プロダクションデザイナー
- ハルク Hulk (2003) プロダクションデザイナー
- レモニー・スニケットの世にも不幸せな物語 Lemony Snicket's A Series of Unfortunate Events (2004) プロダクションデザイナー
- パイレーツ・オブ・カリビアン/デッドマンズ・チェスト Pirates of the Caribbean: Dead Man's Chest (2006) プロダクションデザイナー
- パイレーツ・オブ・カリビアン/ワールド・エンド Pirates of the Caribbean: At World's End (2007) プロダクションデザイナー
- ウルフマン The Wolfman (2010) プロダクションデザイナー
- キャプテン・アメリカ/ザ・ファースト・アベンジャー Captain America: The First Avenger (2011) プロダクションデザイナー
- ダーク・シャドウ Dark Shadows (2012) プロダクションデザイナー

## 受賞歴
| 賞                           | 年     | 部門   | 作品名                                                  | 結果       | 備考                     |
| ---------------------------- | ------ | ------ | ------------------------------------------------------- | ---------- | ------------------------ |
| アカデミー賞                 | 1999年 | 美術賞 | 『スリーピー・ホロウ』                                  | 受賞       | ピーター・ヤングと共同   |
| アカデミー賞                 | 2004年 | 美術賞 | 『レモニー・スニケットの世にも不幸せな物語』            | ノミネート | シェリル・カラジクと共同 |
| アカデミー賞                 | 2006年 | 美術賞 | 『パイレーツ・オブ・カリビアン/デッドマンズ・チェスト』 | ノミネート | シェリル・カラジクと共同 |
| 英国アカデミー賞             | 1999年 | 美術賞 | 『スリーピー・ホロウ』                                  | 受賞       | ピーター・ヤングと共同   |
| 英国アカデミー賞             | 2004年 | 美術賞 | 『レモニー・スニケットの世にも不幸せな物語』            | ノミネート | シェリル・カラジクと共同 |
| ロサンゼルス映画批評家協会賞 | 1999年 | 美術賞 | 『スリーピー・ホロウ』                                  | 受賞       |                          |
| ラスベガス映画批評家協会賞   | 1999年 | 美術賞 | 『スリーピー・ホロウ』                                  | 受賞       |                          |